# 누산타라 (용어)
누산타라(Nusantara)는 해양 동남아시아(또는 그 일부)의 인도네시아어 이름으로, 문자 그대로 “바깥쪽 섬”을 의미하는 고대 자와어 용어이다. 인도네시아에서는 일반적으로 인도네시아 제도를 의미하며, 인도네시아 외부에서는 말레이 제도를 지칭하는 용어로 채택되었다.
누산타라라는 단어는 1336년 가자 마다의 선서에서 따온 것으로, 고대 자와어 문헌 파라라톤에 기록되어 있다. 가자 마다는 강력한 군사 지도자이자 마자파힛 제국의 총리로 제국을 전성기로 이끈 공로로 인정받는 인물이다. 가자 마다는 마자파힛의 영광 아래 누산타라를 모두 정복할 때까지 향신료가 들어간 음식을 먹지 않겠다고 맹세하는 '숨파 팔라파'라는 선서를 했다.
통일된 지역으로서의 누산타라라는 개념은 1336년 가자 마다에 의해 발명된 것이 아니다. 누산타라라는 용어는 1255년 물라 말루룽 비문에서 싱하사리의 케르타네가라가 처음 사용했다. 또한 1275년에는 카크라발라 만다라 드비판타라라는 용어를 사용하여 싱하사리 치하의 동남아시아 군도 통합에 대한 열망을 표현하고 이를 달성하기 위한 노력의 시작을 알렸다. 드비판타라는 산스크리트어로 '사이에 있는 섬'을 뜻하며, 드비파와 누사 모두 '섬'을 의미하므로 누산타라와 동의어이다. 케르타네가라는 원나라의 부상에 대항하는 보루로서 싱하사리 아래 동남아시아 해양 왕국과 정치의 연합을 구상했다.
오늘날의 누산타라는 더 넒은 의미에서 파푸아뉴기니를 제외한 오스트로네시아 관련 문화 및 언어권, 즉 인도네시아, 말레이시아, 싱가포르, 태국 남부, 필리핀, 브루나이, 동티모르와 대만 등을 일컫는 단어로 사용되기도 한다.

## 같이 보기
- 동인도 제도
- 인도네시아의 역사
- 민족통일주의
- 말레이 제도
- 말레이 인종
- 해양 동남아시아